# Atrocalopteryx coomani
Atrocalopteryx coomani is een juffer (Zygoptera) uit de familie van de beekjuffers (Calopterygidae).
De soort staat op de Rode Lijst van de IUCN als gevoelig, beoordelingsjaar 2010.
De wetenschappelijke naam van de soort werd in 1935 als Agrion coomani gepubliceerd door Frederic Charles Fraser.